# Физиологија одржавања равнотеже
Физиологија одржавања равнотеже је сложен процес прилагођавања који се заснива на систему међусобних садејстава више органа који утичу на просторну оријентацију тела. Биоелектрични сигнали који се при покрету тела генеришу у полукружним каналима и отолитском апарату, ува преносе се вестибуларним живцем до вестибуларних једара, а потом интегришу и модулирају активностима других неуролошких структура. Имајући у обзир комплексност ове интеракције, не изненађује чињеница да минималан патолошки варијетет може изазвати поремећаје равнотеже. Вестибуларни апарат је најзначајни део физиолошког система у стварању моторног одговора који је од важности за дневно функционисање и преживљавање у условима свакодневног кретања кроз простор.

## Основни појмови

### Равнотежа
Способност да се задржи тело или држање тела у стабилном положају. у миру је то (статичка) а у покрету (динамичка равнотежа). Правилно функционисање равнотеже омогућава људима да јасно виде док се крећу, оријенишу у простору, поштују гравитацију, одређују правац и брзину кретања, и да по аутоматизму врше корекцију положаја и одржавају стабилност тела у различитим условима и активностима.

### Држање тела
Поравнање различитих делова тела у односу на неку другу тачку у било ком тренутку је држање тела.

### Кретање тела (ходање)
Кретање је у основи процес преноса центра равнотеже с једог дела тела на други (с једне ноге на другу) у серији губитака равнотеже.

## Физиологија равнотеже
Физиологија равнотеже је процес који се заснива на систему међусобних садејстава више система, органа, па чак и њихових појединих делова. Њихова преплитања, повратним механизмима, могу бити прекинута или оштећена у једној или више компоненти због повреде, болест, или процеса старења. Због тога, нагли прекид вестибуларне функције изазива привремене сметње, које могу бити праћене бројним симптомима као што су вртоглавица, проблеми са видом, мучнина, умор, и потешкоће у концентрацији, који трају до успостављања компензације. И погрешне информације дају такође поремећаје у целом систему.

### Сензорни системи равнотеже[4]

#### Вестибуларни систем
Систем који даје референтне податке потребне за контролу постуралног њихања и динамичке равнотеже назива се вестибуларни систем равнотеже који се налази у унутрашњем уву и представља систем рецептора, који пружају информације о покрету главе. Вестибуларни неурони се смањују у броју и величини старењем већ око четрдесете године старости. Старије особе изнад 70 година живота изгубе око четрдесет посто сензорних ћелија вестибуларног система. Објашњење је у томе што старење прво утиче на подручје мозга повећањем надражаја ткива мозга. Старењем је осетљивост на периферне рецепторе битно смањен.

#### Визуелни систем
Визуелни систем је систем који има важну улогу у пружању информација о томе где је тело у простору, како брзо се креће и које су могуће препреке. Главни допринос визуелног система одржавању равнотеже, је пружање информација о животној околини и локацији, смеру и брзини кретања појединца. Код врло старих особа визуелни систем је ослабљен и пружа смањене и искривљене информације. Зато се старије одрасле особе све више ослањају на периферни вид у односу на млађе, а одсуство периферног вида доводи до већег броја падова.

#### Соматосензорни систем
Овај систем је од кључне важности јер укључује информације из коже, зглобова и вибрационих сензора, који дају информације о положају тела. Пресудна улога соматосензорног система за равнотежу и моторичку контролу, је давање информација везаних за контакт и положај тела. Кожни рецептори дају информације о додиру и вибрацијама, на сваки механички подстицај на површину тела, (који се старењем губи). Рецептори у мишићима дају информације о позицији удова и тела. Контрола кретања зависи о сталним и тачним информацијама из соматосензорног система.

### Синергистички моторни одговор
Визуелне, вестубиларне и соматосензорне информације морају бити интегрисане и координисане на такав начин да неуралне наредбе за држање тела могу готово тренутно да исправе одступање равнотеже стабилизујући мишиће на ногама и трупу.
Када људи, било које доби, нису сигурни у своју равнотежу, имају тенденцију да производе више глобалних мишићних контракција, односно да користе оне мишиће који не доприносе одржавању равнотеже.

### Остали фактори равнотеже
У остале фактор који утичу на равнотежу, поред главних система који пружају информације и корективне радње у односу на држање тела и стабилност, спадају:
- Мишићна снага
- Самопоуздање
- Адаптивна сензорна интеракција

За разлику од стања стабилилне равнотеже у којој се пријем и обрада вестибуларних и визуелних информација обавља, уз помоћ релативно независних контролнеих системе, дотле, истовремени пријем информација из сва три сензорна система отежава комуникацију и захтева интеракцију контролних система. Зато је адаптивна сензорна интеракција од кључног значаја за стабилизацију положаја, јер неке од информација које пружа вид, проприоцепција, и вестибуларни систем могу да буду нетачне у одређеним условима. На пример док крути равни подови и фиксни вертикални зидови пружају одличне референце за проприоцептивну и визуелну оријентацију, неравни и меки подовима и покретни објекти, у видном пољу, стварају опречне информације које од сензорног система морају бити игнорисане, како би се спречила дезоријентација и нестабилност тела у простору. Када се глава активно премешта скренутом пажњом од објекта у окружењу, то може негативно утицати на интерпетацију информације из вестибуларног система.
Када је у патолошким стањима равнотежа чула нарушена, функције адаптивних способности мозга су озбиљно угрожене јер се мозак бори да одвоји стварне сензорне информације које су у сукобу са оним насталих патолошким променама. Као резултат интеракције сукобљених информација, настаје велики број различитих функционалних поремећаја и симптома код болесника са сличном (идентичном) патологијом
На пример претерано ослањање на визуелне информације, поједини болесници са вестибуларним поремећајем доживљавају као вртоглавицу у присуству визуелнх надражаја изазваних покретом. Већим ослањања на визуелне или проприоцептивне надражаје, други болеснииици са сличним вестибуларним поремећајима могу избећи вртоглавицу, али ће постати нестабилани (губе равнотежу) и падају у условима слабог осветљења и неправилних површина подршке. Истовремено неки други болесници настављају да се ослањају на „оштећене“ вестибуларне информације, али они то могу да учине само након строго фиксиране главе, и праћено је тешким боловима у врату и/или главобољом, због сталног ангажовања мишића..

## Одржавање равнотеже
Одржавање равнотеже људски организам реализује кроз више међусобно повезаних корака (шематизовано приказаних на доњој слици);
- Примањем аферентних сензорних информација, се региструју у неколико сензорних система: вестибуларном (ушном), оптичком (видном) и проприоцептивном (мишићно-зглобном), екстрацептивном (додир и притиска). Биоелектрични сигнали који настају у унутрашњем уву, оку и рецепторима у мишићима, тетивама зглобова, преносе се периферним нервним путевима до центара за равнотежу у свим структурама централног нервног система.
- Обрадом информација у нервном систему. По пријему информација из сензорног система, структуре централног нервног систем врше обраду примљених података вазних за одржавање стабилности тела погледом оријентацијом у просторну и одржавање равнотеже. Све информације које периферни сензорни органи, очи, мишићи и зглобова, као и обострани делови вестибуларног система шаљу можданом стаблу у њему се сортирају и интегришу у малом мозгу (координационом центру ЦНС) и кори мозга (центру за размишљање и памћење ЦНС). Мали мозак нервном систему пружа искуствене информације о аутоматским покретима који су научени кроз живот, након излагање одређеним често понављаним покретима (нпр, тенисер је вишеструким вежбањем научи да аутоматски контролише подешавање покрете при сервирању лоптице). Подаци из мождане коре се у регулацију равнотеже укључују применом претходно научених и запамћених информација (нпр, пошто је кроз ранији период живота мозак запамтио да су тротоари зими клизави због залеђивања, он „захтева“ да се користе различити покрети тела како би се удови безбедно кретали по леду.
- Моторни одговор Након сензорне интеграције и обраде примљених информација у претходна два корака, мождано стабло преноси импулсе до мишића преко којих контролише покрете очију, главе и врат, трупа и ногу, што омогућава некој особи да одржи равнотежу и има јасну представу о положају тела док се креће.

### Механизми контроле равнотеже од кичмене мождине до кортекса
Непрекидно подешавање положаја тела и одржавања равнотеже у простору, као основе за вољне покрете обухвата статичке и фазне рефлексе, први захтевају продужену контракцију, а други пролазне покрете. Обе врсте интегрисане су на различитим нивоима централног нервног система.
Главни фактор у контроли тела положаја тела јесте варирање прага надражаја рефлекс на истезање што се постиже
1. Променом надражљивост мотонеурона,
2. Индиректно, променом фреквенције окидања гама-еферентних неурона
| Рефлекс                    | Стимулус                                                                    | Реакција                   | Центар            |
| -------------------------- | --------------------------------------------------------------------------- | -------------------------- | ----------------- |
| Тонички лавиринтни рефлекс | Гравитација. Отолитни орган                                                 | Ригидност екстензора       | Продужена мождина |
| Tонички вратни рефлекси    | Окретање главе (проприорецептори у мишићима врата) - У страну - Горе - Доле | Промена обрасца ригидности | Продужена мождина |

## Вестибуларни апарат
Вестибуларни апарат је симетричан парни орган и зато ће његова укупна реакција зависити од функције оба лавиринта ува. Вестибуларни апарат се састоји из статичког и динамичког дела, од који је први старији и реагује на промене у односу на правац земљине теже и линеарна убрзања, док други реагује првенствено на ротациона убрзања, али и друга променљива кретања у разним правцима. Састављен је из пет компоненти:
1. Периферног рецепторног апарата, који се налази у унутрашњем уву и одговоран је за претварање покрета и позиција главе у неуралну информацију
2. Централних вестибуларних једара која чине неурони у можданом стаблу која су одговорна за пријем, интерграцију и расподелу информација за контролу моторне активности као што су покрети очију и главе, постурални рефлекси и рефлекси зависни од гравитације и просторне оријентације
3. Вестибуло-окуларних веза које полазе од вестибуларних једара и утичу на контролу покрета ока
4. Вестибуло-спиналне везе која координише покрете главе, аксијалне мускулатуре и постуралне рефлексе
5. Вестибуло-таламо-кортикалне везе одговорне за свесност перцепције покрета и просторне оријентације.

### 1. Периферни рецепторни апарат
Вестибуларни лавиринт садржи специјализоване сензорне рецепторе и локализован је латерално и постериорно од кохлеје у унутрашњем уву. Чини га пет одвојених рецепторних структура, три полукружна канала и два отолитна органа који су смештени у петрозном делу темпоралне кости. Рецепторна, неуроепителна подручја представљају макуле у сакулусу и утрикулусу и ампуларна кристе у полукружним каналићима. Ова подручја су оспособљена за пријем чулних надражаја за равнотежу.

#### 1.2 Коштани лавиринт (лат.)
Коштани лавиринт или отичка капсула, чија дебљина зидова износи свега 1-2 мм, лежи нешто иза и унутра од бубне дупље. Састоји се из предњег дела, пужа (лат. (cochlea) у којем је смештен слушни орган. Иза пужа, а испред полукружних канала (лат. canales semicirculares ossei)) се налази трем (вестибулум), централни део коштаног лавиринта. Коштани полукружни канали, којих има три, постављени у различите равни простора, отварају се у шупљини трема са оба своја крака. Изузетак чине предњи и задњи полукружни канали, који спајајући се својим задњим крацима, чине заједнички крак (лат. crus commun)
Трем (вестибулум) као централна шупљина лавиринта има облик призме са многобројним отворима. На унутрашњем зиду се налазе плитка коштана удубљења уз која су приљубљене мешница 
(лат. utriculus) и кесица (лат. sacculus), као и рупичасте површине 
(лат. maculae cribrosae) кроз које пролазе гранчице вестибуларног дела вестибулокохлеарног живца. На овом зиду се налази и улазни отвор тремног канала (лат. aqeuductus vestibuli)), кроз који опнастi ендолимфатични канал (лат. ductus endolymphaticus) напушта пирамиду темпоралне кости. Између мембранозног и коштаног лавиринта налази се простор испуњен перилимфом, која је по свом саставу слична ликвору. Перилимфа садржи висок ниво натријума, а мало калијума.

#### 1.3. Мембранозни лавиринт (лат.)
Мембранозни лавиринт је смештен у коштани лавиринт и по свом основном облику му одговара, само је знатно тањи. Испуњава га ендолимфа, која садржи наменске сензорне рецепторе вестибуларног и аудитивног система. Ендолимфа садржи високу концентрацију јона калијума, а ниску концентрацију натријума. Ова јонска разлика је од важности за нормално фукционисање вестибуларног система. Сматра се да су промене у јонском саставу често узрок настанка вестибуларнеих поремећаја (болести).
Мембранозни лавиринт сачињавају утрикулус и сакулус који се налазе у вестибулуму коштаног лавиринта, и утрикулосакуларном каналу који се наставља у ендолимфатични канал, и завршава слепим проширењем на задњој страни пирамиде темпоралне кости. На утрикулус се настављају мембранозни полукружни канали смештени у одговарајуће полукружне канале коштаног лавиринта, а у сакулус кохлеарног канала уложен је у кохлеју.
Утрикулус је смештен у рецесусу вестибулума, јајастог је облика, дужине 3,6 мм, ширине око 2 мм. Од његовог унутрашњег зида полази утрикулосакуларни канал који га повезује са сакулусом. На зидовима утрикулуса се налази пет отвора мембранозних полукружних канала. Сакулус је мала лоптаста, опнаста врећа која лежи испод и испред утрикулуса спојена са (лат. coecumom vestibulare) преко спојног опнастог канала напред, а позади комуницира са утрикулусом преко споменутог утртрикулосакцуларног канала. Утрикулус и сакулус садрже неуроепителна поља под називом макула )лат. macula utriculi, macula sacculi).

##### 1.3. Отолитни органи
Отолитни орган (макуле у сакулусу и утрикулусу) детектује промене линеарног убрзања и гравитације. У кесицама отолитског органа, испуњених течношћу, сакулу и утикулу постоје специјализоване структуре, приближно исте величине, позната као макуле, или чула статичке равнотеже тела (за пријем чулних статичких утисака, и оријентацију тела на гравитационо привлачење).
Макула утрикулуса је приближно оријентисана у хоризонталној, а макула сакулуса у вертикалној равни. Сматра се да хумана макула утрикулуса садржи до 33.100 ћелија, док макула сакулуса садржи око 18.400 ћелија. Код човека се цилијарне ћелије вестибуларног лавиринта разликују од цилијарних ћелија кохлеје у томе што поред већег броја стереоцилија имају по једну дебљу и дужу киноцилију.
Рецепторне ћелије у овим органима формирају косе ћелије (цилије) пострављене у хоризонталној и вертикалној равни, које су у пратњи ћелија подршке. Врх цилија је прекривен желатинозном мембраном на којој се налази слој сићушних кристала калцијум карбоната, величине 1 до 10 микрона. Овај слој кристала има три пута већу тежину од околне течности. Како су ове ћелије постављене у разним равнима, то ће при сваком положају главе комадићи кристала звани отолити илои отокони вршити притисак на цилије. Промена у положаја главе који доводи до гравитационог привлачења, ствара нервне импулсе активацијом цилија отолитом, који са потом даље преносе преко нерних влакана вестибуларног нерва у дну рецепторних ћелије, у центар за равнотежу у мозгу.
У нормалном „усправном“ положају главе, гравитација земље не стимулише већину неуралних јединица макуле утрикулуса. У току линеарне акцелерације (и нагињања главе у односу на вертикалност гравитације), отоконије, чија је специфична тежина већа од околне течности, показују тенденцију да клизе, што доводи до савијања цилија. Када се четкица цилија савије у правцу киноцилије, филаменти вуку стереоцилије једну за другом, извлачећи их из тела ћелија. Отварају се јонски канали што доводи до поларизације цилијарних ћелија и ексцитације аферентних фибрила вестибуларног нерва који инервише ту ћелију, док супротно томе настаје хиперполаризације, инхибиција, аферентних фибрила. Дакле, цилијарна ћелије, као механорецептори пратварају механичку енергију у електричне потенцијале, који се нервним фибрилама преносе у централни нервни систем, који ове сигнале може да декодира.
У основи надражаја цилијарних ћелија налазе се сложени биохемијски и јонски процеси натријум и калијум пумпе. Вестибуларни епител има мембрански потенцијал 90-100 мВ, а његов пренос у синапсама нервних влакана, који обухватају сензорне вестибуларне ћелије, остварује се преко неуротрансмитера, холинергичким механизмом чији је медијатор ацетилхолин. Присутан ензим, ацетилхолинестеразу у синапсама, разара ацетилхолин и пренос биопотенцијала се прекида све док се он поново не створи. Адекватан стимулус макула утрикулуса као и макула сакулуса је линеарна акцелерација, или промена сила гравитације. Јако савијање главе у једном правцу доводи до ексцитације отолитског пара акула на тој страни, уз инхибицију отолитског пара на супротној страни. Оваква организација је најзначајнија основа тоничких положајних рефлекса лавиринтног порекла, који се спиналним моторним путевима преносе до мишића врата, трупа и удова који одржавају стабилан положај тела.

#### 1.3.1. Вестибуларни сензорни рецептори
Рецепторне, неуроепителна подручја представљају макуле у сакулусу и утрикулусу и ампуларна кристе у полукружним каналићима. Ова подручја су оспособљена за пријем чулних надражаја за равнотежу.

##### 1.3.2. Полукружни канали
Три полукружна канала (предњи, задњи и спољашњи), налазе се у посебној просторној равни;
предњи у сагиталној, задњи у чеоној, спољашњи у хоризонталној. или тросмерно, тако да у сваком функционалном пару, оба полукружна канала једне и друге стране леже у истој равни чинећи ортогонални положај.
Свака ротација главе у једној равни ексцитира један, а инхибише други члан функционалног пара полукружних канала ("пул-пуш“ ефекат). Један крај полукружних канала је проширен и формира ампулу у којој је смештен сензорни орган, лат. crista ampullaris, са око 23.000 ћелија. Ампуларна купула лат. Cupula ampullaris представља желатинозму масу која се простире од површине кристе до крова ампуле полукружног канала. Купула има исту специфичну тежину као ендолимфа, због чега на кристу не делују силе гравитације код одређеног положаја, што би стално доводило до вртоглавице и нистагмуса.
Цилијарна ћелије криста полукружних канала, основом окренуте према перилимфи, у контакту су са завршецима вестибуларног живца. Ћелије типа два су облика флаше, а њихову података обухвата један нервни завршетак облика сличан чаши. Ћелије типа два су цилиндричне, са бројним аферентна нервним завршецима. Свака цилијарна ћелија има једну дужу киноцилију и већи број стереоцилија. Састављене из ћелијских елемената као макуле, кристе се разликују од истих дужином микровила сензорних ћелија, обликом и висином галертне мембране (облика куполе високе преко 100 микрометара) и одсуством статолита.
У кристи хоризонталног полукружног канала, киноцилије су лоциране ближе утрикулусу, а у кристи вертикалних канала даље од утрикулуса. Ово објашњава зашто је у хоризонталним каналима јачи надражај ампулопетална (утрикулопетална) лимфокинеза (дефлексија купуе према утрикулусу), док је у вертикалним каналима јачи подражај ампулофугална (утрикулофугална) лимфокинеза (дефлексија купуе супротно од утрикулуса). Кретање ендолимфе изазива нистагмус у правцу јаче подраженог канала, и надражај сваког полукружног канала изазива нистагмус у равни подражаног канала (Евалдов закон).
Код савијања стереоцилија и киноцилије, на горњој површини ћелије која је у контакту са ендолимфом, отварају се јонски канали сензорних цилија. Доминантан јон у ендолимфи је калијум, који путује овим каналима кроз ћелију и деполаризује је. Основа сензорних ћелија која је окружена перимифом, садржи калцијум канале који зависе од волтаже, па су отворени када је ћелија деполаризована. Кроз отворене канале јони калцијум улазе у ћелију,
Влакна ампуларног нерва се налазе у средини кристе и ту остварују синаптичке везе са сензорним ћелијама. Из немијелизиране мреже нервних влакана на нивоу сензорног епитела, полазе мијелинске влакна која представљају прве неуроне. То су биполарне ћелије чија се тела налазе у скарпеовом ганглиону у унутрашњем слушном ходнику. Горњи део ганглиона прима влакна из горњег и латералног полукружног канала, утрикулуса и мањег дела сакулуса, док доњи део прима влакна из задњег полукружног канала и већег дела макуле сакулуса. Слободну површину макула покрива око 20 μмм дебела галертна (статолитна) мембрана у коју штрче снопици сензорних ћелија, тако да сваки снопић окружује пукотина испуњена ендолимфом. На слободној површини галертне мембране постављени су бројни ситни кристали отолита или статоцониае, састављени од калцијум карбоната и протеинске супстанце. На мембрани се налази „стриола“ облика снежног наноса и може се идентификовати као канал код отолитичк емембране утрикулуса.
Статоконије производе потпорне ћелије, а разграђују их тамне ћелије, које се налазе на периферији макула и ампуларних криста. Кристе представљају неуроепителне вестибуларне структуре облика високих гребена, који урањају у лумен полукружних канала, а постављене су под углом од 90° на уздужну осу полукружног канала. Свака криста садржи око 7.600 сензорних ћелија. Налазе се у ампуларни проширењима полукружних канала. Постоје два облика сензорних ћелија:
- Тип један ћелије, ћелије су облика амфоре, локализоване у централним областима макуле и кристе. Састоје се из базално постављеног нуклеуса, аферентног неуроналног каликса на које се настављају еферентне синапсе.
- Тип два ћелије, су цилиндричног облика локализоване на периферији. Састоје се од базално постављеног једра и аферентних и еферентних базалних синапси.

Рецепторна ћелије у овом органу се стимулишу покретом ендолимфе откривају промене угаоног убрзања. Када се глава помера услед појаве ротације тела, ендолимфе ће тећи ка косим ћелијама, које добијају надражај који потом претварају у нервни импулса. Као одговор на те импулсе, настаје реакција мишићи за одржавање равнотеже тела у новој позицији.
Аксони сензитивних неурона формирају вестибуларни живац и пројектују се на вестибуларне нуклеусе у продуженој мождини, а део влакана наставља до малог мозга. Из вестибуларних нуклеуса полазе еферентна влакна која формирају вестибуле-спинални тракт, као и неурони другог реда који иду до таламуса, а затим до коре. Из вестибуларних нуклеуса полазе и неурони другог реда који иду до нуклеуса кранијалних нерава који контролишу покрете очију. На тај начин полукружни канали и отолитички орган пружају информације нашем мозгу о положај тела и његовим покретима. А веза између вестибуларног система и очију помаже у одржавању равнотеже и држању очију усмерених на објекат („оријентир“) док се глава окреће или док се тело ротира.

## Визуелни систем равнотеже -чуло вида
Вестибуларни стимулуси из ува контролишу активност мишића покретача очне јабучице, како би чуло вида код сваке промене положаја главе у току редовних активности, као што је ходање и трчање, задржало адекватан положај у односу на визуелни циљ. Покрети очију који се генеришу активацијом вестибуларног система, остварују се преко вестибуло-окуларног рефлекса. Вестибуларни стимулуси из лавиринта контролишу активност мишића покретача очне јабучице, како би се одржала стабилна слика на ретини при свакој промени положаја главе у току нормалних активности. Покрети очију који се генеришу активацијом вестибуларног система, остварују се преко вестибуло-окуломоторног рефлекса.
Постоје три типа ротаторних покрета ока: хоризонтални, вертикални и торзиони. Вертикални полукружни канали и сакулус су одговорни за контролу вертикалних покрета ока, док хоризонтални канали и утрикулус контролишу хоризонталне очне покрете. Торзиони покрети ока су под контролом вертикалних полукружних канала и утрикулуса.
 Примарни циљ вестибуларног система је да спречи померање слике на ретини у току ротације главе (померање слике више од 2 до 3°/s од центра фовеје, смањује оштрину вида за око 50% ).
Нистагмус омогућава одржавање слике објекта на фовеји. Системи који спречавају померање слике са ретине су: 
- систем за глатко праћење,
- оптокинетички систем и
- вестибуло-окуларни рефлекс (ВОР).

Највећи део природних покрета главе представља комбинацију линеарних и ангуларних (угаоних) акцелерација, због чега полукружно-канални и отолитско-окуларни рефлекси морају да функционишу заједно (канално-отолитска интеракција) како би осигурали стабилну слику на ретини. Код ротационог кретања, глава се покреће у односу на тело које мирује, а код транслацијског кретања, помера се цело тело (укључујући и главу).
ВОР се остварује стимулацијом полукружних канала у току ангуларне (угаоне) ротације - Ротациони (ангуларни) вестибуло-окуларни рефлекс и стимулацијом отолита у току праволинијске акцелерације или нагињања главе у односу на смер гравитације - Линеарни (транслацијски) вестибуле-окуларни рефлекс. ВОР се остварује брзо, с латенцијом до 15 ms, док је визуелно-окуломоторна контрола спорија, са латенцијом од 150 до 200 ms.
Приликом померања главе, примарни аферентна сигнали долазе из хоризонталних полукружних канала и пројектују се у специфичним неуронима у медијалном и латералном вестибуларном једру. Многе ћелије шаљу ексцитаторне сигнале кроз медијални лонгитуднални фасцикулус према контралатералним једрима абдуценса, чији моторни неурони шаљу импулсе преко шестог кранијалног живца доводећи до контракције ипсилатералног лат. m. rectus lateralis. У исто време, неурони абдуценса шаљу ексцитаторне сигнале ка моторним неуронима у контралатералним окуломоторним једрима, која инервишу лат. m. rectus medialis oculi. Друга група вестибуларних неурона преноси ексцитаторним сигнале према лат. m. rectus medialis oculi у ипсилатералним окуломоторним једрима, док трећа група вестибуларних неурона преноси инхибиторне сигнале према ипсилатералним једрима абдуценса.
Ексцитација горњег (предњег) полукружног канала резултује контракцијом ипсилатералног лат.  и контралатералног лат. m. rectus superiora и релаксацијом ипсилатералног лат.  и контралатералног лат. , што доводи до торзионих кретања очију према горе.
Ексцитација задњег (сагиталног) полукружног канала резултује контракцијом ипсилатералног лат.  и контралатералног лат. , што доводи до торзионих кретања очију према доле.
Ексцитација макуле утрикулуса резултује контракцијом ипсилатералног лат. m. obliqus superio,
лат. m. rectus superior и лат. m. rectus mediali и релаксацијом контралатералног лат. m. obliqusa inferior, m.rectus inferior i m. rectus lateralisа..
Већи део ВОР аксона иде кроз лат. fasciculus longitudinalis medialis (FLM). Примера ради, приликом покрета главе улево ексцитаторни сигнали из левог хоризонталног полукружног канала преносе информацију неуронима левог вестибуларног једра, уз истовремену инхибицију десног вестибуларног једра преко комисуралних неурона. Неурони у левом вестибуларно једру потом ексцитира мотонеурона и интернеуроне оба контралатерлна абдуценса, при чему настаје контракција десног лат. m.rectus oculi lateralis и левог лат. m. oculi rectus medialis.. Ова билатерална повезаност омогућава инхибиторни однос између левог латералног и медијалног десног правог очног мишића. Резултат ове инетракције је фиксација слике у фовеји.

## Соматосензорни систем равнотеже
Контрола кретања зависи о сталним и тачним информацијама из соматосензорног система. Зато је соматосензорни систем пресудан за равнотежу и моторичку контролу, јер даје информације везане за контакт тела са тлом и информације о положају тела.
- Кожни рецептори дају информације о додиру и вибрацијама, на сваки механички подстицај на површину тела, који боравком у бестежинском стању значајно слаби.
- Рецептори у мишићима дају информације о позицији удова и тела.
- Мишићна снага и самопоуздање спадају у остале факторе који утичу на равнотежу, поред главних система који пружају информације и корективне радње у односу на држање тела и стабилност. Еферентни органи вестибуло-спиналних рефлекса су антигравитациони мишићи. Контролишући усправан положај у односу на дејство гравитације, вестибулоспинални рефлекси стабилизују положај главе у току статике и динамике. Вестибуларни систем има утицаја на тонус мишића и одржавање баланса главе и тела преко два велика десцедентна пута кичмене мождине, латералног и медијалног вестибулоспиналног тракта, који полазе директно из вестибуларних једара и директног ретикулоспиналног пута.

Визуелне, вестубиларне и соматосензорне информације морају бити интегрисане и координисане на такав начин да неуралне наредбе за држање тела могу готово тренутно да исправе одступање равнотеже стабилизујући мишиће на ногама и трупу.